# Charles Thomine des Mazures
Charles Thomine des Mazures ou Desmazures, né le 26 septembre 1798 au manoir d'Aspremont à Audrieu et mort le 19 juin 1824 à Caen (Calvados), est un avocat, universitaire et botaniste normand.

## Biographie
Sur les traces de son père, Pierre Jacques Henri Thomine Desmazures (1763-1847) alors doyen de la faculté de droit de l'université de Caen, Charles Thomine des Mazures commence sa carrière comme juriste en s'inscrivant après une licence de droit comme avocat au barreau de Caen. Ses frères étaient Pierre Thomine Desmazures et Léon Thomine Desmazures.
Sa curiosité naturelle et ses connaissances variées l'amènent rapidement à l'étude de disciplines non juridiques ; il fait ainsi porter ses travaux sur la littérature espagnole, l'histoire des monastères bas-normand, l'archéologie et la botanique.
Reçu Docteur ès lettres le 12 juillet 1820, il est peu de temps après nommé professeur d'histoire suppléant à la chaire d'histoire de l'université de Caen.
Il participe à la création de nombreuses sociétés savantes, telles la Société des antiquaires de Normandie, la Société d'Émulation du Calvados ou la Société Linnéenne du Calvados, société scientifique à vocation naturaliste ayant pour but l'étude du patrimoine naturel à travers ses aspects botaniques, mycologiques, zoologiques, géologiques, géomorphologiques créée avec Jacques-Amand Eudes-Deslongchamps et Arcisse de Caumont.
Il identifie une espèce nouvelle de Bromus hordeaceus, laquelle porte depuis son nom : Bromus hordeaceus subsp. thominei dite Brome de Thomine Desmazures.
Il est nommé par Louis XVIII maire de la commune de Mouen (Calvados) en 1822.
Il meurt en 1824 à l'âge de 26 ans.

## Œuvre de Charles Thomine des Mazures
- De la Poésie lyrique en France, Caen, Chez A. Le Roy, imprimeur du Roi, rue Notre-Dame, In-4, 16 p., 1820.